# Palača Argentinskega narodnega kongresa
Palača Argentinskega narodnega kongresa (špansko Palacio del Congreso Nacional Argentino, lokalno pogosto imenovana Palacio del Congreso) je monumentalna stavba, sedež Argentinskega narodnega kongresa, v mestu Buenos Aires. Nahaja se v okrožju (barrio) Balvanera na meji z Monserratom, območjem, ki je neformalno znano kot soseska Congreso.
Palača, zgrajena med letoma 1898 in 1906, je narodna zgodovinska znamenitost. Kilometer nič za vse argentinske državne ceste je označen na mejniku na Congressional Plaza – Kongresnem trgu, poleg stavbe.

## Zgodovina
Ideja o kongresni palači je bila prvič predlagana in odločena leta 1895.
Zasnoval jo je italijanski arhitekt Vittorio Meano, dokončal pa jo je argentinski arhitekt Julio Dormal. Stavba je bila v gradnji med letoma 1898 in 1906. Njene estetske podrobnosti so dokončali šele leta 1946. Kvadriga nad vhodom je delo kiparja Victorja de Pola; argentinska kiparka Lola Mora je krasila notranje dvorane in zunanjost s številnimi alegoričnimi bronastimi in marmornatimi liki babic, vključno s tistimi na fasadi.
Zgradba je bila zgrajena po ceni 6 milijonov ameriških dolarjev, ki jo je dodelila zvezna vlada.
Kongres je stavbo uradno sprejel 12. maja 1906. Sčasoma se je stavba izkazala za premajhno in leta 1974 se je začela gradnja prizidka, v katerem so zdaj poslanci.
Od leta 1976 do 1983 je bila v palači Zakonodajna svetovalna komisija (CAL), ki je bila skupina častnikov treh oboroženih sil.
Kongresni trg, ki ga je oblikoval francosko argentinski urbanist Charles Thays, je obrnjen proti palači. Trg je priljubljen med turisti od odprtja leta 1910 in je tudi najprimernejša lokacija za protestnike in tiste, ki želijo izraziti svoje mnenje o kongresnih dejavnostih.

### Obnova stavb
Stavbo, ki je desetletja zelo propadala zaradi pomanjkanja vzdrževanja, je med letoma 1994 in 2001 obnovila ekipa, ki jo je vodil arhitekt Ramón Plaza. Obnova notranjih prostorov je bila izvedena leta 2008 s pomočjo načrta za ohranjanje in izboljšanje Modre dvorane, ki se je začela izvajati januarja 2010 pa je trajala eno leto, pod vodstvom Direktorata za javna dela in storitve senata.
Med krizo leta 2001 so se pred stavbo vsak dan odvijali množični socialni protesti, na obodu Kongresa pa je bila naslednja leta postavljena kovinska policijska ograja, ki je omejevala napade demonstracij na palačo. Leta 2009 je vlada mesta Buenos Aires to ograjo zamenjala z umetniško ograjo, ki vključuje začetnice ustanove in bronasto ploščo s preambulo državne ustave.
Po tej prvi fazi obnove je bil leta 2012 izdelan projekt glavnega načrta za gradbene posege, ki ga je podprl namestnik Julián Domínguez, ambiciozen splošni delovni načrt za Kongresno palačo in stavbo prizidka ter druge sedeže zakonodajne oblasti, z namenom posodobitve zmogljivosti, vključno s polaganjem optičnih vlaken in obnovitvijo zakonodajnih senatov.
Te naloge izpolnjuje vrsta vodilnih podjetij in zasebnih strokovnjakov. Izstopajo naloge, ki jih je pri okrepitvi bronastih kiparskih skupin na strehah kongresa opravil restavrator Sergio Ardohain.
Leta 2013 je bila poklicana tudi pomoč Univerze v La Plati prek njenih fakultet za tehniko, likovno umetnost in arhitekturo.

### Obnovitev kipov
Leta 1997 so predstavniki vlade Buenos Airesa s prvo splošno obnovo fasad spodbudili tudi obnovo kipov, ki jih je oblikovala Lola Mora za kronanje vhoda v Kongres. Ker je kipar osebno daroval vladi province Jujuy, je bilo edino, kar je bilo mogoče, čiščenje v Buenos Airesu. Vendar se takrat ideja ni uresničila.
Šele leta 2012 je z novim glavnim načrtom pobuda spet dobila zagon in se začela oblikovati. Vlada Jujuya je potrdila svoje lastništvo nad kipi Morove, tako da je kongres podpisal pogodbo o restavriranju izvirnika in ustvarjanju dveh kopij vsakega dela s 3D-kartiranjem, ki se je začelo januarja 2013. Stanje izvirnika se je poslabšalo zaradi stoletne izpostavljenosti na prostem, zato ga je treba hraniti v zaprtem in ustreznem prostoru, medtem ko bo ena kopija postavljena na svoje mesto v vladni hiši Jujuy, bo druga v prvotnem prostoru državnega kongresa.
1. marca 2014 je predsednice Cristina Fernández de Kirchner na otvoritvi rednega zasedanja slovesno odprla kopije kipov.

## Arhitektura
Palača je zgrajena v neoklasicističnem slogu, večinoma iz belega marmorja z dodelano opremljeno notranjostjo, zlasti v dvorani zgubljenih stopnic in Modri sobi. Stavba je okronana z bronasto prevlečeno kupolo z višino 80 metrov, težko 3000 ton, patinasto zelene barve. Ta kupola je podprta z 10 metrov globoko obrnjeno kupolasto podlago.  Kupola je osvetljena med argentinskimi državnimi prazniki in drugimi posebnimi priložnostmi.
Glavni vhod, imenovan Entrada de Honor ('Častni vhod'), se uporablja izključno za svečane namene. Pred njim je 8 metrov visoka skulptura kvadrige, ki jo je izdelal Victor de Pol. Izdelana je iz brona in tehta 20 ton. Simbol Argentinske republike sledi tipičnemu upodabljanju generalov Rimskega cesarstva, ki so razglašali zmago, vendar ga v tem primeru poganja simbolična Svoboda, ki drži vajeti konj.
Palača je imela v kleti brivnico, a so jo porušili.

### Modra soba
Gre za osmerokoten tloris, prekrit z različnimi marmorji, med katerimi so velike nišne slike z velikimi klasičnimi bronastimi vazami. Zgoraj krožni balkon vsebuje obok, ki razkriva notranjost kupole. Vsebuje krog 8 bronastih reliefov s prizori narodne zgodovine, ki se izmenjujejo s kipi, ki podpirajo grbe 14 tradicionalnih provinc.

### Knjižnica
Prostor se nahaja na jugovzhodu palače za ložo, ki sestavlja fasado na ulici Avenida Entre Ríos, je podolgovata soba, katere sestava je pravokotna na glavno os palače. Nahaja se na piano nobile in je strukturirana v dvojni višini z obodno galerijo, v drugem nadstropju, ki gleda na središče čitalnice, omejeno z robustno železno in leseno ograjo. Celotna soba je odeta v orehov les, ki ga je podarila Italija.
Čitalnica knjižnice je z dvigalom in knjižnim dvigalom za knjige povezana z ostalimi odseki v zgornjih in spodnjem nadstropju. Ta razkošna soba je prekrita z oblogami iz orehovega lesa, prikazanih v naravnem in ročno izdelanem tonu z različnimi poslikanimi motivi. Ob obodu sobe je velik balkon, ki je v višini drugega nadstropja, in velika okna, odprta na balkone v prvem nadstropju na severni strani palače, obrnjene proti Plaza del Congreso.

## Galerija
- V gradnji, 1900
- V gradnji, 1905
- Manjka še nekaj okraskov, 1910
- Na otvoritvi Héctorja Cámpore, 1973
- Glavna fasada
- Glavna fasada, kot je vidna za Mislecom Augusta Rodina, Congressional Plaza
- Glavno stopnišče
- Stavba polkrožne razpravne dvorane
- Detajl kupole
- Zadnja stran palače.
- Vhod
- Poslanska zbornica